# Jeotgalicoccus nanhaiensis
Jeotgalicoccus nanhaiensis ist eine Bakterienart. Sie zählt zu der Abteilung Firmicutes, für deren Vertreter ein positiver Gram-Test typisch ist. Der GC-Gehalt dieser Art liegt bei 41,3 Mol-Prozent. Im Gegensatz zu den anderen Jeotgalicoccus-Arten wächst diese Spezies nur, wenn Sauerstoff vorhanden ist, sie ist strikt aerob. Sie wurde bei einer Untersuchung der mikrobiologischen Diversität der Naozhou-Insel im Südchinesischen Meer entdeckt und aus einer Bodenprobe in der Gezeitenzone der Insel isoliert. Auf den Fundort bezieht sich auch der Artname, Nanhai ist der chinesische Name für das Südchinesische Meer.

## Merkmale

### Erscheinungsbild
Die Zellen von Jeotgalicoccus nanhaiensis sind kokkenförmig, mit einem Durchmesser von 0,7–1,1 µm. Sie treten einzeln, in Paaren, in Tetraden oder zu Gruppen gelagert auf. Jeotgalicoccus nanhaiensis bildet, wie alle Arten der Gattung, keine Endosporen. Die Art kann sich nicht durch eigene Kraft bewegen, ist also nicht motil. Die Gram-Färbung verläuft positiv.
Auf festen Nährböden wachsen die Zellen zu glänzenden, nicht lichtdurchlässigen Kolonien heran, auf Marine-Agar weisen diese eine cremeweiße Färbung auf. In der Aufsicht sind die Kolonien rund geformt mit einem klar definierten Rand, in der seitlichen Ansicht erscheinen sie leicht konvex erhaben. Nach Inkubation bei 30 °C über drei bis vier Tage erreichen die Kolonien einen Durchmesser von 1–2 mm. Von den Kolonien wird kein Pigment gebildet.

### Wachstum und Stoffwechsel
Jeotgalicoccus nanhaiensis ist heterotroph, er führt keine Photosynthese durch. Der Stoffwechsel ist obligat aerob, d. h. die Art kann sich nur vermehren, wenn Sauerstoff vorhanden ist. Das stellt eine Abweichung zu der Beschreibung der Gattung Jeotgalicoccus durch Jung-Hoon Yoon et al. (2003) dar, nach der die zugehörigen Arten fakultativ anaerob sind, somit wurde die Gattungsbeschreibung erweitert. Wachstum erfolgt bei pH-Werten von 5,5–10,5, optimale Werte sind pH 7,0–8,0. Die Art zeigt Wachstum in einem Temperaturbereich von 4 bis 45 °C, der optimale Temperaturbereich liegt bei 30–35 °C. Die Art ist halotolerant, ein Gehalt von 0,5–25,0 % an Natriumchlorid (NaCl) im Nährmedium wird toleriert, bestes Wachstum erfolgt bei einem Gehalt von 2,0–5,0 % NaCl. Falls kein NaCl vorhanden ist, erfolgt kein Wachstum. In Bezug auf den tolerierten Natriumchloridgehalt verhält sich die Art ähnlich wie J. marinus, zeigt aber im Gegensatz zu diesem auch bei 4 °C Wachstum.
Biochemische Merkmale, wie beispielsweise die vorhandenen Enzyme und die daraus resultierenden Stoffwechseleigenschaften können in einer Bunten Reihe zur Identifizierung von J. nanhaiensis verwendet werden. Das Enzym Katalase ist vorhanden, auch der Oxidase-Test fällt positiv aus. Das Enzym Urease ist nicht vorhanden. Er ist nicht in der Lage, Gelatine durch Hydrolyse abzubauen. Nitrat wird nicht zu Nitrit reduziert. Schwefelwasserstoff (H2S) wird nicht gebildet, ebenso wenig werden Acetoin (negativer Voges-Proskauer-Test) oder Indol (negativer Indol-Test) gebildet. Auch die Methylrot-Probe fällt negativ aus.
Im Rahmen des chemoorgano-heterotrophen Stoffwechsels kann J. nanhaiensis mehrere organische Verbindungen als Kohlenstoffquelle nutzen und unter Säurebildung verwerten, dazu gehören unter den Kohlenhydraten die Monosaccharide D-Fructose, D-Glucose, D-Mannose, L-Rhamnose, D-Ribose und D-Xylose sowie die Disaccharide Maltose, Saccharose und Trehalose. Auch die Zuckeralkohole Glycerin (Glycerol) und D-Mannitol werden unter Säurebildung verwertet. Kohlenhydrate, die nicht unter Säurebildung abgebaut werden, sind beispielsweise die Monosaccharide L-Arabinose und D-Galactose, die Disaccharide Cellobiose, Lactose und Melibiose und die Trisaccharide Melezitose und Raffinose. Bei den getesteten Zuckeralkoholen erfolgt keine Säurebildung bei Adonitol, Dulcitol, myo-Inositol, D-Sorbitol und Xylitol.

### Chemotaxonomie
Wie für Jeotgalicoccus-Arten üblich, ist das Haupt-Menachinon MK-7, es kommt zu 85,8 % vor. Daneben liegt auch MK-6 zu 11,3 % vor. Die Mureinschicht in der Zellwand enthält die Diaminosäure L-Lysin als diagnostisch wichtige Aminosäure an Position 3 der Peptidbrücke. Der Peptidoglycan-Typ ist A3α, neben Lysin sind noch die Aminosäuren Glycin und L-Alanin vorhanden. Die in den Membranlipiden vorkommenden Fettsäuren sind hauptsächlich Moleküle mit einer ungeraden Zahl von Kohlenstoffatomen (C15) und keiner Doppelbindung (gesättigte Fettsäuren). Es handelt sich um die verzweigtkettigen Fettsäuren mit den Abkürzungen anteiso-C15:0 (anteiso-Pentadecansäure) und iso-C15:0 (iso-Pentadecansäure), ihr Anteil liegt bei 45,6 bzw. 28,0 %. Die Lipide in der Zellmembran enthalten Diphosphatidylglycerin, Phosphoglyceride (Phosphatidylglycerin) und ein nicht identifiziertes Phospholipid.
Der GC-Gehalt in der DNA von Jeotgalicoccus nanhaiensis  liegt bei 41,3 Mol-Prozent. Das Genom wurde bisher (Stand 2014) noch nicht vollständig sequenziert. Allerdings wurden für phylogenetische Untersuchungen die Nukleotide der 16S rRNA bestimmt, ein für Prokaryoten typischer Vertreter der ribosomalen RNA.

### Pathogenität
Bisher (Stand 2014) ist noch keine Zuordnung von Jeotgalicoccus nanhaiensis durch die Biostoffverordnung in Verbindung mit der TRBA (Technische Regeln für Biologische Arbeitsstoffe) 466 zu einer Risikogruppe erfolgt. In der TRBA 466 mit Stand vom 25. April 2012 sind lediglich die verwandten Arten Jeotgalicoccus halotolerans, J. pinnipedialis und J. psychrophilus aufgeführt, sie sind der Risikogruppe 1 zugeordnet, gelten folglich als Bakterien, „bei denen es unwahrscheinlich ist, dass sie beim Menschen eine Krankheit hervorrufen“ (§ 3 Biostoffverordnung).

## Systematik
Die Art Jeotgalicoccus nanhaiensis zählt zu der Familie der Staphylococcaceae in der Ordnung der Bacillales. Diese Ordnung gehört zu der Abteilung Firmicutes. J. nanhaiensis wurde 2011 von Zhu-Xiang Liu et al. erstbeschrieben. Entdeckt wurde er im Rahmen einer Untersuchung der mikrobiologischen Diversität der Naozhou-Insel im Südchinesischen Meer. Dabei wurde der Bakterienstamm JSM 077023 aus einer Bodenprobe in der Gezeitenzone der Insel isoliert. Dieser Bakterienstamm ist als J. nanhaiensis JSM 077023 der Typusstamm der Art. Er wurde in den Sammlungen von Mikroorganismen in Südkorea (als KCTC 13714) und Deutschland (bei der DSMZ als DSM 23006) hinterlegt.
Bei der phylogenetischen Untersuchung wurde eine Verwandtschaft zu den bereits bekannten Arten der Gattung Jeotgalicoccus festgestellt. Der Vergleich der Sequenzen der 16S rRNA ergibt eine enge Verwandtschaft mit J. halotolerans und J. aerolatus (Ähnlichkeit jeweils 99,0 %), am weitesten entfernt verwandt ist J. pinnipedialis mit einer Ähnlichkeit von 93,3 %. Weiterhin wurde von Liu u. a. ein phylogenetischer Baum erstellt, basierend auf der Neighbour-Joining-Methode. Der neu entdeckte Bakterienstamm bildet zusammen mit J. halotolerans und J. aerolatus eine eigene Linie aus, als Verzweigung der Gruppe, die von J. psychrophilus und J. coquinae gebildet wird. Die Einordnung in die Gattung Jeotgalicoccus wird durch phänotypische Merkmale gestützt, beispielsweise die Zusammensetzung der Fettsäuren in der Zellmembran und das Vorkommen von MK-7 als Haupt-Menachinon. Die Festlegung als eigene Spezies wird ebenfalls mit phänotypischen Merkmalen begründet, in denen er sich von den anderen Jeotgalicoccus-Arten unterscheidet, wie z. B. die Wachstumsbedingungen (vergleiche Übersicht) oder die Fähigkeit, Trehalose und Glycerin unter Säurebildung zu verwerten. Darüber hinaus wurde eine DNA-DNA-Hybridisierung mit den verwandten Arten durchgeführt, hier zeigen die Ergebnisse mit einer Ähnlichkeit von 23 bis 37 % genügend Abstand, um die Etablierung einer eigenen Art zu rechtfertigen.

## Etymologie
Der Gattungsname Jeotgalicoccus leitet sich von dem neulateinischen Wort Jeotgalum her und bezieht sich auf den Fundort der erstbeschriebenen Art. Sie wurde aus koreanischen fermentierten Meeresfrüchten Jeotgal isoliert. Der Artname J. nanhaiensis ist von dem chinesischen Wort Nanhai für das Südchinesische Meer abgeleitet und bezieht sich auf den Fundort der Art.